# Музика у Грузији
Грузија има богату и још увек живу традиционалну музику, која је првенствено позната као вероватно најстарија полифонична традиција у хришћанском свету. Будући да се налази на граници Европе и Азије, Грузија такође садржи широк дијапазон певачких стилова са мешавином аутохтоног вишегласја, блискоисточног једногласја и европских хармонијских језика. Грузијски извођачи су међу најбољим оперским и концертним групама у свету.

## Традиционална музика
Традиционална изворна музика Грузије се састоји из најмање 15 регионалних стилова, познатих у грузијској музикологији и етномузикологији под именом музички дијалекти. Према речима Едишера Гараканидзеа, постоји 16 различитих стилова у Грузији. Ових 16 области се могу сврстати у две групе, источну и западну грузијску групу.
Источногрузијска група музичких дијалеката се састоји из две највеће области Грузије, Картли и Кахети, неколико мањих североисточних планинских регија, Хевсурети, Сшави, Тушети, Хеви, Мтиулети и Гудамакари, као и јужногрузијске области Месхети. Столне песме из Кахетија у источној Грузији обично карактеришу дугачак бурдон бас са два солиста који певају прва два дела. Можда је најпознатији пример музике у Кахетијанском стилу патриотски "Чакруло", који је изабран да прати Voyager летилицу 1977. године. Познати извођачи из североисточног региона Кевсурети су певачи Дато Кенчиашвили и Теона Кумсиашвили.
Западногрузијска група музичких дијалеката се састоји из централне области Имерети у западној Грузији, три планинске регије, Сванети, Рача и Лечкуми, као и три области на обали Црног мора, Самегрело, Гурија и Ачара. Грузијски регионални музички стилови су понекад груписани у планинске и равничарске групе. Различити музиколози (Аракишвили, Чкиквадзе, Маисурадзе) другачије разликују музичке дијалекте. Још две области, Саингило (на територији Азербејџана) и Лазети (на територији Турске) понекад се убрајају у карактеристике грузијске традиционалне музике.

### Традиционално вокално вишегласје
Грузијска изворна музика је претежно вокална и широко је позната по својој богатој традицији вокалног вишегласја. Већина историчара се слаже да полифонија у Грузији претходи хришћанству на територији Грузије (почетак 4. века). Сви регионални стилови грузијске музике имају традицију вокалне акапела полифоније, иако једини доступни историјски извори јужних области сведоче о постојању вокалне полифоније од 20. века.
Вокално вишегласје које се заснива на остинату и ритмичком бурдону, заступљено је у свим грузијским регионалним стиловима. Осим ових заступљених техника, јављају се и други, комплекснији облици полифоније: полифонија педални бурдон у источној Грузији, нарочито у столним песмама Картлија и Какетија, као и контрапунтална полифонија у Ачари, Имеретију, Самегрелу и Гурији. Западногрузијска контрапунтална полифонија садржи локални варијетет јодлања, познат као Криманчули.
Источногрузијско и западногрузијско вишегласје се заснива на употреби оштре дисонантне хармоније (половине, четвртине, седмине и деветине). Због широке употребе специфичних акорда који се састоје од 3 ноте (C-F-G), оснивач грузијске етномузикологије, Димитри Аракишвили назвао је ове акорде грузијска тријада. Грузијска музика је такође позната по разноврсним модулацијама и необичним нотним променама.
Грузијско вишегласно појење је било прво на листи Ремек дела усмене и нематеријалне баштине човечанства 2001. године. Затим је 2008. године било пребачено на Репрезентативну листу нематеријалне културне баштине човечанства. Од 2011. године се налази и у регистру Нематеријалне културне баштине Грузије.